# 예지 두데크
예지 헨리크 두데크(폴란드어: Jerzy Henryk Dudek ˈjɛʐɨ ˈdudɛk[*], 1973년 3월 23일, 리브니크 ~)는 폴란드의 전 축구 선수로, 현역 시절 골키퍼로 활약했다.
자국에서 프로 무대에 데뷔한 그는 네덜란드와 잉글랜드에서 성공을 거두었는데, 2005년에는 리버풀에서 UEFA 챔피언스리그 우승도 거두었고, 구단에서 6시즌을 보내며 186번의 공식 경기에 출전했다. 그는 레알 마드리드에서도 4년을 보냈다.
두데크는 폴란드를 대표로 60경기에 출전했는데, 그는 자국을 대표로 두 번째로 많은 출전을 경험한 골키퍼로 2002년 FIFA 월드컵에 참가하기도 했다.

## 클럽 경력

### 초기 경력
리브니크 출신으로, 두데크는 12세의 나이에 구르니크 누루프에서 축구를 시작했다. 6년 후, 그는 3부 리그의 콩코르디아 누루프에서 1군 첫 경기를 치렀는데, 이 곳에서 그는 416분 무실점의 기록을 세웠다.
두데크는 폴란드 1부 리그에서 단 한 시즌만 활약했는데, 소쿠우 티히 소속으로 시즌 경기 반을 출전해 소속 구단이 중위권으로 시즌을 마치게 했으며, 그의 첫 공식 출전 경기 상대는 레기아 바르샤바였다.

### 페예노르트
1996년, 두데크는 23세의 나이에 조국을 떠나 페예노르트에 합류했지만, 첫 경기를 치르기 전까지 1년이 걸렸지만, 이어지는 4시즌 동안 그는 에레디비시 전 경기에 출전했다. 그는 1998-99 시즌에 리그 정상에 올라 첫 우승을 맛보았고, 그 다음 시즌에는 아약스를 3-2로 제압하고 요한 크라위프 스할 우승을 거두었다.
두데크는 2000년에 네덜란드 황금화 상을 받았는데, 그는 이 상을 받은 첫 번째 외국인이다. 그는 2001년 8월 26일, 아약스를 상대로 로테르담 선수로서 마지막 경기를 치렀다.

### 리버풀

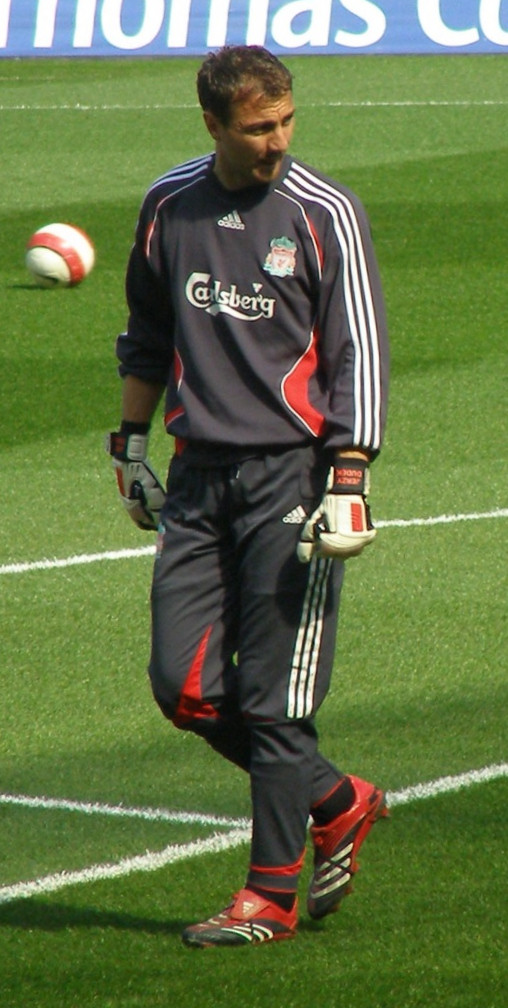
2007년, 리버풀의 두데크

2001년 8월 말, 두데크는 잉글랜드의 리버풀에 합류했고, 제라르 울리에 감독은 산더르 베스터르펠트를 대신해 그를 주전으로 내세웠다. 그는 첫 시즌에 훌륭한 활약을 펼쳐 여러 차례 무실점 경기를 이끌었고, 리버풀은 더블을 달성한 아스널에 이어 프리미어리그 준우승을 차지했고, 그는 올리버 칸과 잔루이지 부폰과 함께 UEFA 올해의 골키퍼 후보로 지목되었다.
그 다음 시즌, 두데크는 연속된 실수를 풋볼 리그 컵 우승으로 만회했고, 맨체스터 유나이티드와의 결승전에서 최우수 선수로서의 활약을 펼쳤다. 2004년, 그는 소싯적 골키퍼이기도 했던 교황 요한 바오로 2세과 대면하기도 했는데, 교황닐께서는 개인적으로 두데크를 지지하셨으며, 출전한 리버풀 경기를 주시하셨다고 덧붙였다. 두데크는 교황님께 자신의 골키퍼 유니폼을 드렸고, 리버풀이 UEFA 챔피언스리그에서 우승하자, 이 공도 교황님께 돌렸다.
두데크는 리버풀의 2005년 UEFA 챔피언스리그 우승 주역으로, 밀란과의 결승전 연장전에 안드리 셰우첸코가 쏜 공을 두 차례 막아냈고, 앞서 경기는 0-3으로 밀리다가 3-3 동률을 이루었다. 그는 이어지는 승부차기에서 안드레아 피를로와 셰우첸코 두 주자를 막아세워 3-2 승리에 일조했다. 승부차기가 진행되는 와중에 그는 1984 유러피언컵 결승전에서 전 리버풀 골키퍼인 브루스 그로블라의 "스파게티 다리" 전법을 써서 상대 선수의 주의를 흐트렸다. 5번째로 유럽 정상에 오른 잉글랜드 구단은 트로피를 영구 소유할 권한과 UEFA 명예의 배지를 받았으며, 그는 유벤투스의 즈비그니에프 보니에크와 같은 국적의 골키퍼인 포르투의 유제프 므위나르치크에 이어 UEFA 챔피언스리그 우승을 경험한 3번째 폴란드 선수가 되었고, 그는 생애 두 번째로 올해의 골키퍼 후보로 이름을 올렸다. 리버풀 지지 단체인 트로피 소년들 (The Trophy Boyz) 은 두덱 선수에 존중을 표하는 신곡인 "두덱처럼 해봐" (Du the Dudek) 단일곡을 녹음했고, 이 곡은 영국의 상위 40위에 오르기도 했다. 곡의 수익료는 경기 후 불가리아에 억울하게 구속된 리버풀 지지자인 마이클 실즈의 가족에게 주어졌다.
2005-06 시즌, 두데크는 팔부상을 당하면서 새로 들어온 페페 레이나에게 자신의 자리를 내주었고, 붉은 군단 소속으로 이어지는 두 시즌 동안 12경기 (리그 8경기) 에 출전하는데 그쳤다. 라파엘 베니테스 감독이 '그를 노예처럼 다룬다'고 고소한 와중에, 그는 구단이나 이에 연관된 사람들에게 악감정은 없으며, 폴란드의 FIFA 월드컵 명단에서 제외된 후 떠나고 싶지만, 감독의 요청에 따라 한 시즌 더 남겠다고 결정했다. 그는 투표를 통해 리버풀 지지자들을 충격에 빠뜨린 100인 목록에 36번째로 올랐다.
UEFA.com이 주관한 투표에서, 두데크가 셰우첸코를 두 차례 막아낸 것이 2002년 결승전에서 지네딘 지단이 레버쿠젠을 상대로 왼발로 뜬공을 꽂아넣은 것과 1999년 결승전에서 올레 군나르 솔셰르가 바이에른 뮌헨을 상대로 추가 시간에 결승골을 득점한 것을 제치고 UEFA 챔피언스리그 최고의 순간으로 선정되었다.

### 레알 마드리드

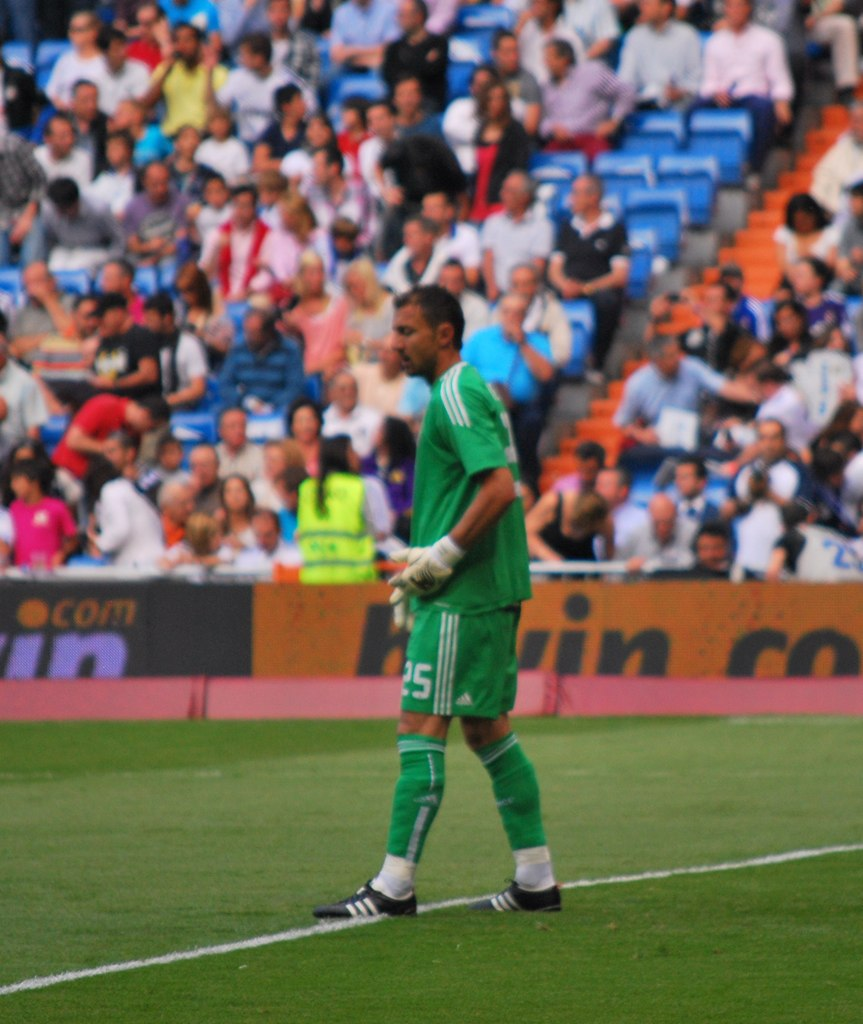
2011년 레알 마드리드 마지막 경기의 두데크

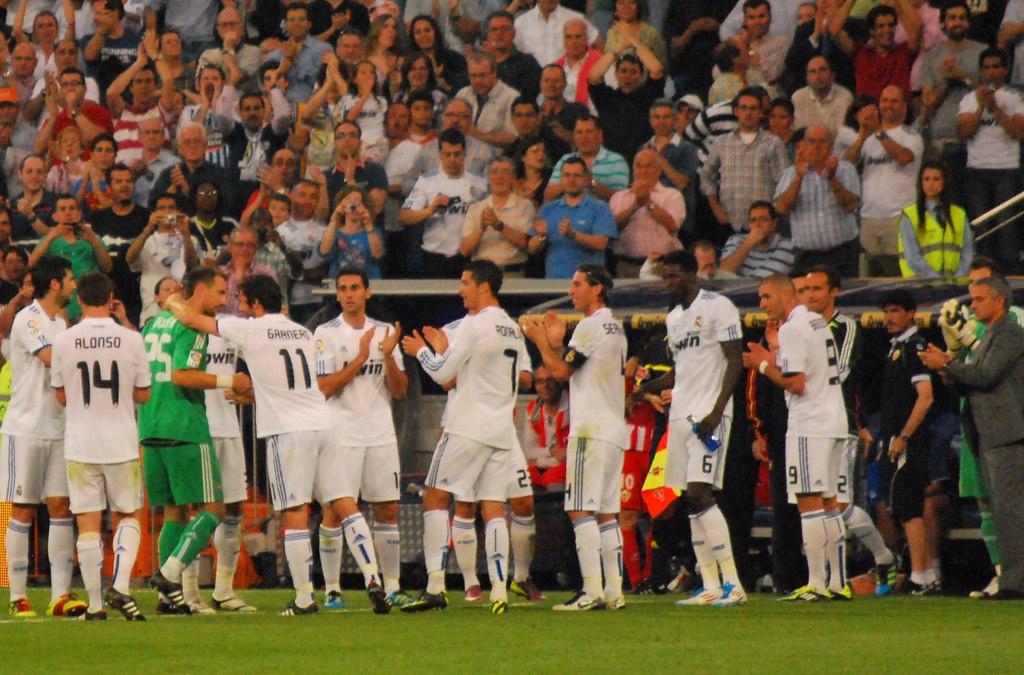
레알 마드리드에서 동료들의 축하를 받는 두데크

34세의 두데크는 2007-08 시즌을 앞두고 레알 마드리드에 입단했지만, 이케르 카시야스의 존재로 4년 동안 2번의 라리가 경기에 출장하는데 그쳤다. 그에도 불구하고, 성실게 임하는 훈련 태도는 지지자들, 동료, 감독진, 그리고 다수 스페인 언론의 찬사를 받았다. 그는 사라고사와 펼친 시즌 막판 경기에서 처음 출전해 최우수 선수로서의 활약을 펼쳤고, 스페인 언론의 칭찬에도 불구하고 폴란드의 UEFA 유로 2008 선수단에 합류하기에는 역부족이었다.
2008년 12월, 후안데 라모스가 마드리드 감독으로 취임한 첫 경기에서 두데크는 오랜만에 선발 출전 기회를 잡았는데, 상대는 제니트로 구단은 이미 UEFA 챔피언스리그 조별 리그 통과를 확정 지은 상황에 안방에서 3-0 완승을 거두었다. 마드리드의 공격적인 경기 전개 방식으로 초점이 맞추어진 경기에서, 그는 수 차례 좋은 선방을 해냈고, 특히 크로스를 막아내, 무실점으로 경기를 마치는 과정에 차분하고 자신감 있는 기운을 발산했다. 그는 활약으로 감독의 큰 칭찬을 받았는데, 그는 두데크의 골키퍼의 자질이 '훌륭한 선수'로 만든다고 말했다. 이 경기는 그가 그 시즌에 출전한 마지막 경기로, 레알 마드리드는 그의 전 소속 구단인 리버풀과의 16강전에서 합계 0-5로 패해 탈락했다.
두데크가 마드리드 생활에 불만족스러워 하며, 시즌 후 페예노르트로 이적해 그를 예전에 지도했으며 폴란드 국가대표팀 감독이었던 레오 베인하커르와 재회할 것이라는 추측이 난무했지만, 성사되지 않았고, 전 동료인 조르디 코디나가 헤타페로 떠났고, 36세의 골키퍼는 계약을 1년 연장했고, 자신의 만족감도 드러냈다.
2009년 10월 27일, 두데크는 세군다 디비시온 B에 소속된 약체 알코르콘과의 코파 델 레이 1라운드 경기에 시즌 첫 출전을 기록했는데, 그의 분투에도 불구하고 0-4 충격패를 당했다. 그는 2차전에도 출전했는데, 안방에서 1-0으로 이겼지만, 다음 라운드 진출에 역부족이었다.
2010년 4월 10일, 레흐 카진스키 대통령과 몇 명의 상위 정부인을 비롯한 폴란드인 96명이 사망한 폴란드 공군 Tu-154 추락 사고를 접한 후, 레알 마드리드와 바르셀로나의 선수들은 두데크의 요청에 합의해, 저녁에 열릴 고전 더비 경기를 앞두고 추모의 시간을 가졌다. 그의 동료들은 경기에 검은 완장을 차고 임했다.
| “ | 저는 심판진에 문의해 시즌의 중요한 경기를 앞두고 추모하는 것을 요청해 의무를 따르는 것 외에는 선택할 도리가 없었습니다. 한 시간 후, 저는 플로렌티노 페레스 구단 회장과 호르헤 발다노 단장과 상의했고, 그는 저에게 걱정할 것 없으며, 모든 것에 존중을 받을 것이라 말했습니다. 그들은 "우리는 무슨 일이 일어났는지 아네. 진심으로 조의를 표하네. 우린 자네와 함께하겠네"라고 말했습니다. | ” |

2010년 7월 15일, 두데크는 주제 모리뉴가 신임 감독이자 두데크가 레알 마드리드에서 네 번째로 맞이한 감독으로 역임하면서 레알 마드리드와의 계약을 1년 연장했다. 2010년 11월 30일, 그는 아약스와의 UEFA 챔피언스리그 조별 리그 경기에서 논란의 샤비 알론소와 세르히오 라모스의 퇴장을 관여한 데에 €5,000의 벌금을 물게 되었다. 두데크는 12월 8일, 오세르와의 같은 대회 경기에서 2010-11 시즌 첫 경기에 출전했고, 인상적인 두 차례의 선방을 벌였지만, 전반 종료를 앞두고 상대 공격수 루아 콩투와 충돌해 턱 부상을 당했다. 그는 위턱뼈 고정 장치를 착용했고, 훈련에 복귀하기까지 6주가 걸렸지만, 아이토르 카랑카 수석 코치는 그의 활약을 칭찬했다.
두데크는 1-0으로 이긴 바르셀로나와의 2010-11 시즌 코파 델 레이 결승전에서 후보로 대기했다. 2011년 5월 21일, 8-1로 이긴 알메리아와의 경기에서 머랭 (merengues) 소속으로 마지막 경기에 출전했고, 77분에 교체되어 들어갈 때 레알 마드리드 동료들이 2열로 도열해 그를 축하했다.

## 국가대표팀 경력

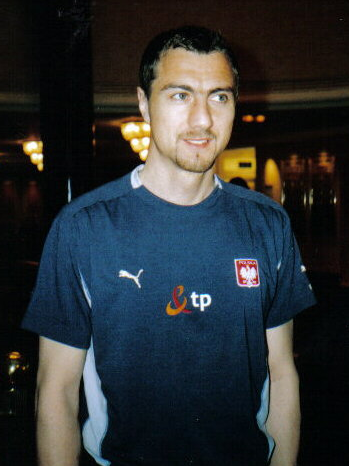
2006년 폴란드 국가대표팀의 두데크

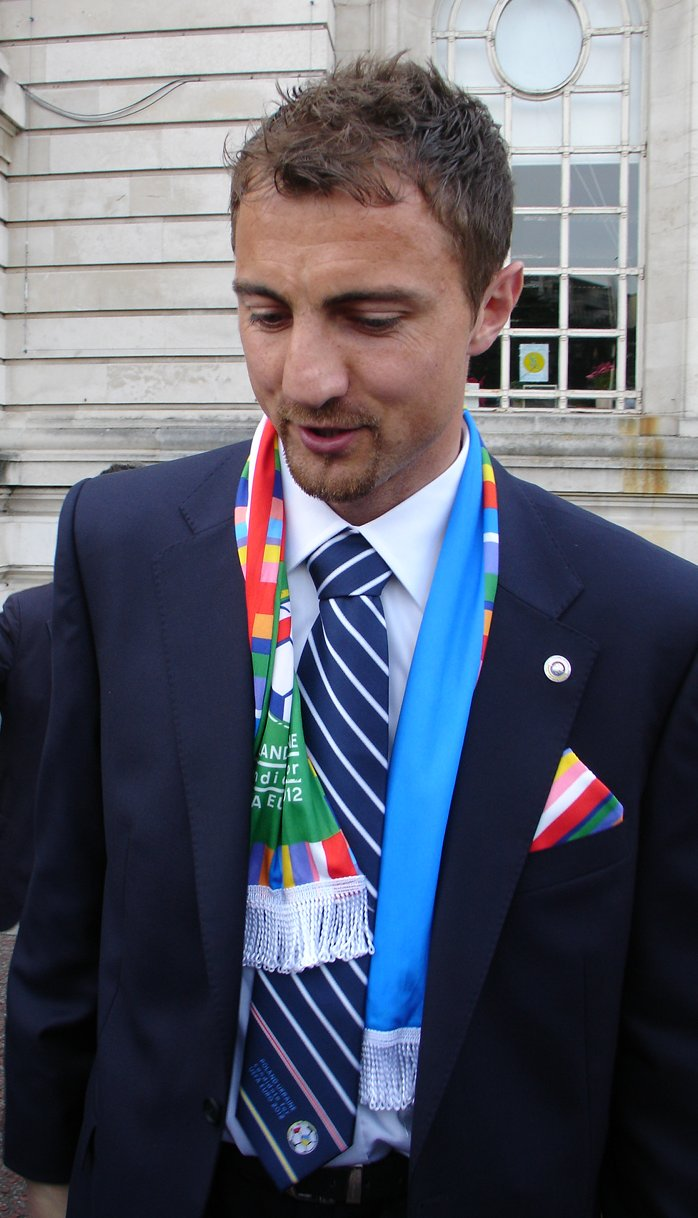
2007년 폴란드 국가대표팀의 두데크

두데크는 1996년에 모스크바에서 열린 러시아와의 친선경기를 앞두고 폴란드 국가대표팀에 처음 차출되어 후보 선수로 대기했고, 1998년 2월에 이스라엘과의 친선경기에서 처음으로 출전했다. 그는 에스토니아와의 친선전에서 주장을 맡기도 했다.
두데크는 2002년 FIFA 월드컵의 예선전 10경기 중 9경기에 출전해 대한민국과 일본에서 열린 대회 본선에 진출했지만, 조별 리그 탈락으로 대회를 마쳤다. 그는 2006년 FIFA 월드컵의 예선전에도 7경기 출전했지만, 그 시즌에 구단 경기에 자주 나서지 못하면서 아르투르 보루츠에게 선발 자리를 내주고, 당시 56경기에 출전했던 그는 결국 최종 명단에서 탈락했다. 두데크의 FIFA 월드컵 명단 탈락은 폴란드의 지지자들과 언론에 충격으로 다가왔고, 한 언론사는 '야나스 [국가대표팀 감독] 가 정신이 나간 것인가?!' 기사제목을 달았다. 콜롬비아와의 연습 경기에서 보루츠와 토마시 쿠슈차크가 안방에서 1-2 패배의 빌미를 제공함에 따라, 폴란드의 지지자들은 분노를 표하며 야나스 감독이 실수했다는 것을 강조하기 위해 두데크를 연호했다. 쿠슈차크가 실점했을 때, 연호한 것은 무의미했는데, 그 실점은 상대 골키퍼 네코 마르티네스가 골킥에서 직접 기록한 것이었다.
FIFA 월드컵 이후 베인하커르 신임 감독에 의해 국가대표팀에 다시 차출되어 0-2로 패한 덴마크와의 친선전과 1-3으로 패한 핀란드와의 안방 UEFA 유로 2008 예선전 경기를 치르고 다시 제외되었다. 3년 간 재야에서 활동하는 와중에도, 그는 국가대표팀 복귀에 낙관적인 입장을 드러냈고, 2009년 9월에 스테판 마예프스키 임시 감독에 의해 체코와 슬로바키아와의 2010년 FIFA 월드컵 예선전을 앞두고 차출되었다. 프라하에서 열린 첫 경기에서 후보로 대기한 경기에서 폴란드의 FIFA 월드컵 본선행의 실날같은 희망이 깨졌고, 그는 후자의 10월 14일자 경기에서 59번째 국가대표팀 경기에 출전했고, 이는 UEFA 유로 2012 전에 치른 마지막 공식전이었다. 경기는 호주프의 실롱스크 경기장의 거의 빈 경기장에서 폭설이 쏟아지는 가운데에 벌어졌고, 세베린 간자르치크의 자책골을 허용해 무실점 경기를 치르지 못했고, 0-1로 패했다.
2013년 6월 4일, 두데크는 리히텐슈타인과의 경기에서 국가대표팀 일원으로 마지막 출전을 기록했다. 그는 전반 종료를 앞두고 등번호 60번을 달고 나와 주장을 맡았다.

## 홍보대사 경력
두데크는 폴란드의 대표적인 존재로 자국의 UEFA 유로 2012 공동 개최를 이끌어냈다. UEFA 챔피언스리그에서 그를 상대한 우크라이나의 셰우첸코와 함께, 그는 공동 홍보 대사로 나서, 그 공격수와 같이 발표했다.
두데크는 바르샤바에서 열릴 2015 UEFA 유로파리그 결승전의 홍보대사로도 위촉되었다.

## 사생활
두데크는 미렐라를 배우자로 맞이해 알렉산데르 1남과 비크토리아와 나탈리아 2녀를 두고 있다. 그의 부친은 광부로 그는 축구 선수로 활약할 기회를 부여 받기 전에 부친의 가업을 이어갈 것을 고려했다. 그의 남동생 다리우시도 축구 선수로, 주로 오드라 보지스와프에서 활약했다.
두데크는 레알 마드리드에 입단했을 때 폴란드 수문장은 대게 13번을 사용하지 않고, 1번, 12번, 그리고 22번을 사용한다며 '13번'을 거부했다. 따라서, 그는 다른 주요 골키퍼 번호인 '25번'을 사용하게 되었고, 코디나가 떠날 때까지 '13번'을 사용하게 되었다. 그는 2009-10 시즌, 마누엘 페예그리니의 임기에 '13번'을 사용했지만, 모리뉴의 임기에 다시 '25번'을 받았다. 리버풀에서의 첫 시즌에는 베스터펠트가 '1번'을 이미 사용해 공석이 아니었기에 '12번'을 사용했다.
2005년, 그는 "예지 두데크와 친구들" 자선 경기 행사에서 누루프의 명예 시민으로 위촉되었다. 그는 리버풀과 CSKA 모스크바와의 경기에서 2005년 UEFA 슈퍼컵에 결장할 당시 분석가로 폴란드 방송계에 처음 진출했다. 2006년, 폴란드의 고향에서 휴가를 보내던 도중, 위럴반도에 있는 자택에 강도가 습격해 귀중품과 축구 수집품을 도둑맞았다. 머지사이드 경찰청의 노력으로 두데크가 수집한 유니폼, 메달, 그리고 상은 대부분의 귀중품과 함께 회수되었다.
두데크는 축구에서 은퇴한 뒤 동생과 폴란드에 축구 교실을 열 생각을 밝혔다. 그는 가족과 함께 크라쿠프에 정착했다.
2014년, 두데크는 동유럽에서 여름마다 열리는 경주 대회인 폴크스바겐 카스트롤 컵의 첫 시즌을 마무리했다.

## 클럽 통계
| 클럽      | 클럽          | 클럽           | 리그 | 리그 | 컵            | 컵            | 리그 컵                | 리그 컵                | 대륙 | 대륙 | 합계 | 합계 |
| 시즌      | 클럽          | 리그           | 출장 | 골   | 출장          | 골            | 출장                   | 골                     | 출장 | 골   | 출장 | 골   |
| 폴란드    | 폴란드        | 폴란드         | 리그 | 리그 | 푸하르 폴스키 | 푸하르 폴스키 | 리그 컵                | 리그 컵                | 유럽 | 유럽 | 합계 | 합계 |
| --------- | ------------- | -------------- | ---- | ---- | ------------- | ------------- | ---------------------- | ---------------------- | ---- | ---- | ---- | ---- |
| 1995–96   | 소쿠우 티히   | 엑스트라클라사 | 15   | 0    | -             | -             | -                      | -                      | -    | -    | 15   | 0    |
| 네덜란드  | 네덜란드      | 네덜란드       | 리그 | 리그 | KNVB컵        | KNVB컵        | 리그 컵                | 리그 컵                | 유럽 | 유럽 | 합계 | 합계 |
| 1996–97   | 페예노르트    | 에레디비시     | 0    | 0    | -             | -             | -                      | -                      | -    | -    | 0    | 0    |
| 1997–98   | 페예노르트    | 에레디비시     | 34   | 0    | -             | -             | -                      | -                      | 2    | 0    | 36   | 0    |
| 1998–99   | 페예노르트    | 에레디비시     | 34   | 0    | -             | -             | -                      | -                      | -    | -    | 34   | 0    |
| 1999–2000 | 페예노르트    | 에레디비시     | 34   | 0    | -             | -             | -                      | -                      | 6    | 0    | 40   | 0    |
| 2000–01   | 페예노르트    | 에레디비시     | 34   | 0    | -             | -             | -                      | -                      | 8    | 0    | 42   | 0    |
| 2001–02   | 페예노르트    | 에레디비시     | 3    | 0    | -             | -             | -                      | -                      | -    | -    | 3    | 0    |
| 잉글랜드  | 잉글랜드      | 잉글랜드       | 리그 | 리그 | FA컵          | FA컵          | 풋볼 리그 컵           | 풋볼 리그 컵           | 유럽 | 유럽 | 합계 | 합계 |
| 2001–02   | 리버풀        | 프리미어리그   | 35   | 0    | 2             | 0             | 0                      | 0                      | 12   | 0    | 49   | 0    |
| 2002–03   | 리버풀        | 프리미어리그   | 30   | 0    | 2             | 0             | 2                      | 0                      | 11   | 0    | 45   | 0    |
| 2003–04   | 리버풀        | 프리미어리그   | 30   | 0    | 3             | 0             | 1                      | 0                      | 4    | 0    | 38   | 0    |
| 2004–05   | 리버풀        | 프리미어리그   | 24   | 0    | 1             | 0             | 6                      | 0                      | 10   | 0    | 41   | 0    |
| 2005–06   | 리버풀        | 프리미어리그   | 6    | 0    | 0             | 0             | 0                      | 0                      | 0    | 0    | 6    | 0    |
| 2006–07   | 리버풀        | 프리미어리그   | 2    | 0    | 1             | 0             | 2                      | 0                      | 1    | 0    | 6    | 0    |
| 스페인    | 스페인        | 스페인         | 리그 | 리그 | 코파 델 레이  | 코파 델 레이  | 수페르코파 데 에스파냐 | 수페르코파 데 에스파냐 | 유럽 | 유럽 | 합계 | 합계 |
| 2007–08   | 레알 마드리드 | 라 리가        | 1    | 0    | 4             | 0             | -                      | -                      | 0    | 0    | 5    | 0    |
| 2008–09   | 레알 마드리드 | 라 리가        | 0    | 0    | 2             | 0             | -                      | -                      | 1    | 0    | 3    | 0    |
| 2009–10   | 레알 마드리드 | 라 리가        | 0    | 0    | 2             | 0             | -                      | -                      | 0    | 0    | 2    | 0    |
| 2010–11   | 레알 마드리드 | 라 리가        | 1    | 0    | 0             | 0             | -                      | -                      | 1    | 0    | 2    | 0    |
| 합계      | 폴란드        | 폴란드         | 15   | 0    | 0             | 0             | 0                      | 0                      | 0    | 0    | 15   | 0    |
| 합계      | 네덜란드      | 네덜란드       | 139  | 0    | 0             | 0             | 10                     | 0                      | 16   | 0    | 155  | 0    |
| 합계      | 잉글랜드      | 잉글랜드       | 127  | 0    | 9             | 0             | 11                     | 0                      | 38   | 0    | 184  | 0    |
| 합계      | 스페인        | 스페인         | 2    | 0    | 8             | 0             | 0                      | 0                      | 2    | 0    | 12   | 0    |
| 경력 합계 | 경력 합계     | 경력 합계      | 283  | 0    | 17            | 0             | 11                     | 0                      | 56   | 0    | 367  | 0    |

## 수상 경력

### 클럽
페예노르트
- 에레디비시: 1998–99
- 요한 크라위프 스할: 1999

리버풀
- UEFA 챔피언스리그: 2004–05
- UEFA 슈퍼컵: 2005
- FA컵: 2005–06
- 풋볼 리그 컵: 2002–03
- FA 커뮤니티 실드: 2006

레알 마드리드
- 라 리가: 2007–08
- 코파 델 레이: 2010–11
- 수페르코파 데 에스파냐: 2008

### 개인
- 네덜란드 올해의 골키퍼: 1998–99, 1999–2000[38]
- 앨런 허데이커 트로피: 2003[39]